# Reserva Natural Estrita
Reserva Natural Estrita ou Área Natural Florestal é a categoria I da lista de categorias propostas pela UICN para a classificação de áreas protegidas, correspondendo a uma área protegida gerida principalmente com fins científicos ou de protecção da natureza.